# Óscar Marino Galvis
Oscar Marino Galvis del Boccio (Cúcuta, 1980) es un agresor y asesino en serie de animales de origen colombiano. Responsable de la muerte de 5 canes, la mayoría en la localidad de Chapinero, municipio de Cúcuta. Fue capturado por la Policía Metropolitana de Cúcuta a finales del mes de julio de 2020.
Galvis del Boccio presenta los mismos rasgos, conductas y patologías de un asesino en serie.

## Asesinatos
La mayoría de asesinatos de perros ocurrieron en el barrio Chapinero, en la ciudadela de Juan Atalaya, municipio de Cúcuta. Galvis utilizaba armas blancas para asesinar a los perros, normalmente en horas de la noche cuando se encontraban dormidos. Generalmente atacaba en la parte del tórax, produciendo heridas y la muerte. El último asesinato cometido fue el 7 de julio de 2020, cuando atacó a un perro en horas de la madrugada, en la terraza de una vivienda. En total fueron 5 canes asesinados, aunque se sabe que atacó a muchos otros perros, algunos de ellos sobrevivieron a los ataques.
Según las autoridades de Cúcuta, Galvis también fue responsable de intento de homicidio a su padre al que atacó también con arma blanca. Le fue emitida una orden de captura por violencia doméstica. Fue capturado por la Policía Metropolitana de Cúcuta, en el barrio Los Comuneros a finales del mes de julio de 2020 y enviado a las instalaciones de la Unidad de Reacción Inmediata (URI), desde donde se le dictó medida de aseguramiento intramural por los delitos de actos dañinos y de crueldad contra los animales.
Las autoridades y personas locales determinaron que Galvis presentaba la misma conducta y patología de un asesino serial. El político, concejal y animalista de Cúcuta, Víctor Caicedo, aseguró que Galvis cometió varios asesinatos a perros indefensos, una conducta similar a la de un asesino serial.

«Se asegura que otros cuatro perros fueron asesinados a manos de esta persona. Este sujeto tiene una patología que tentativamente nos lleva a pensar que es un asesino serial de animales. Estos casos no pueden quedar en la impunidad». Víctor Caicedo, político y animalista de Cúcuta.

Miembros de la comunidad donde habitualmente cometía los hechos lo catalogaron como un demente.